# Klaus-Jürgen Schulz

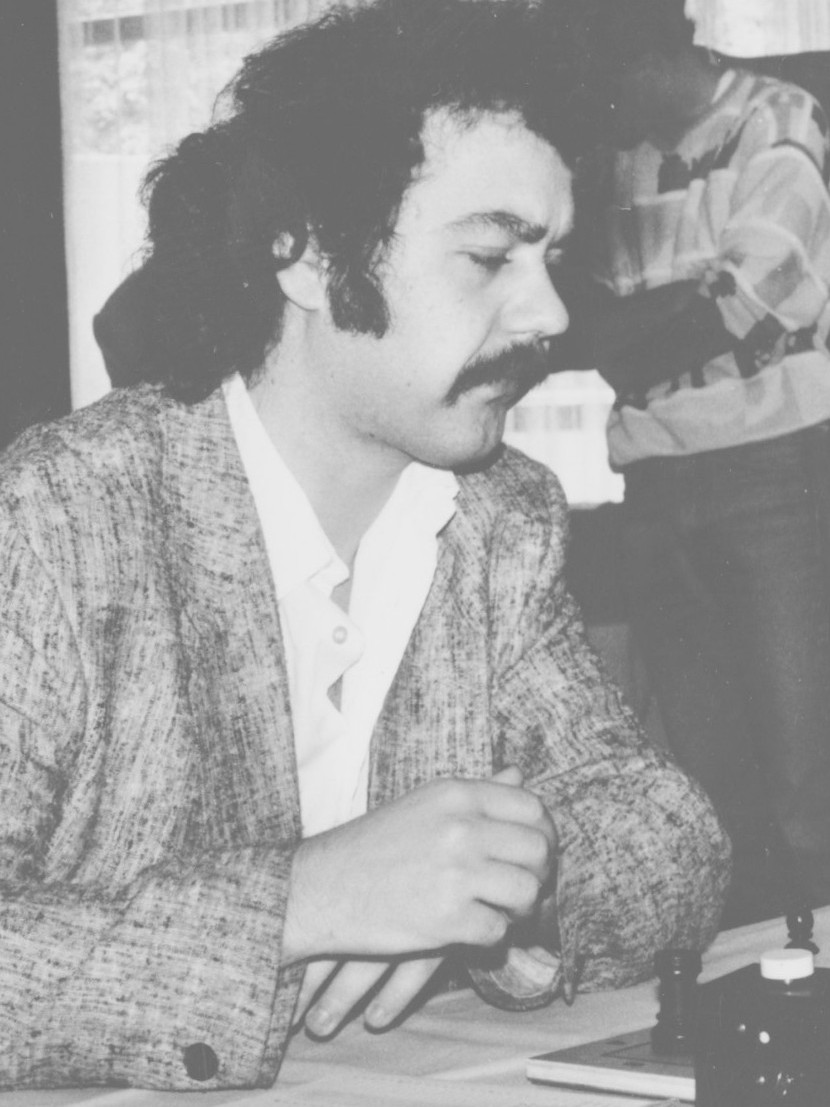
Klaus-Jürgen Schulz, 1987

Klaus-Jürgen Schulz (* 17. September 1960) ist ein deutscher Schachspieler. Er war 1983 Dähne-Pokal-Sieger.

## Schach
Klaus-Jürgen Schulz nahm teil an der deutschen Jugendeinzelmeisterschaft 1979 in Tönisvorst.
Neun Jahre später wurde er Dritter beim Schachfestival Bad Wörishofen 1988.

### Mannschaftskämpfe
Er spielte Mannschaftsschach in der deutschen Schachbundesliga für den SV 03/25 Koblenz, die SG Porz, die SG Bochum 31 und den SC Remagen. In den Spielsaisons 1982/83, 1983/84, 1984/85, 1985/86 und 1989/90 spielte er für den SV 03/25 Koblenz. In den Spielsaisons 1986/87, 1987/88 und 1988/89 spielte er für die SG Porz. In den Spielsaisons 1991/92, 1992/93 und 1993/94 spielte er für die SG Bochum 31. In den Spielsaisons 2006/07, 2007/08, 2008/09, 2009/10, 2010/11 und 2011/12 spielte er für den SC Remagen.
In Belgien spielte er für den KSK 47 Eynatten, mit dem er in der Spielsaison 2003/04 Meister wurde. Außerdem nahm er für den KSK 47 Eynatten in den Spielsaisons 2004/05, 2005/06, 2007/08, 2008/09, 2009/10 und 2010/11 an Mannschaftskämpfen teil.
Im Jahr 2008 nahm er am European Club Cup teil. Auch spielte er in der zweiten deutschen Bundesliga und der Oberliga Südwest.

### Sonstiges
Er ist Internationaler Meister seit 1986 und Mitglied im Verein SC Heimbach-Weis/Neuwied. Seine höchste Elo-Zahl war 2440 (Juli 1986).

## Werke
- Klaus-Jürgen Schulz und Hans Peter Fecht: Klinger Extra-Klasse in Wörishofen. Schach-Echo 1988, Heft 4, S. 138 f. (Bericht, Partien, Tabelle).